# Thaiphantes milneri
Thaiphantes milneri là một loài nhện trong họ Linyphiidae.
Loài này thuộc chi Thaiphantes. Thaiphantes milneri được Alfred Frank Millidge miêu tả năm 1995.